# AN/APQ-120
AN/APQ-120は、ウェスティングハウス・エレクトリック社が開発した火器管制レーダー。同社がF-4 ファントムII戦闘機向けに開発してきたAPQシリーズのレーダーの最終発達型にあたる。

## 開発に至る経緯
ウェスティングハウス社は、1959/60年度よりアメリカ海軍のF-4B艦上戦闘機向けの引き渡しを開始したAN/APQ-72を端緒として、様々なファントムII戦闘機向けのレーダーを開発してきた。
1962年より空軍がファントムIIの計画に参加すると、空軍向けの機体にもAPQ-72の系譜に連なる同社製のレーダーが搭載されるようになり、F-4CにはAPQ-100、F-4DにはAPQ-109が搭載された。そしてF-4E向けに開発されたのがAPQ-120である。

## 設計
ウェスティングハウス社において、AN/APQ-120に至るまでの開発は、当初のAPQ-72の対空戦能力をベースとして、性能の向上および空対地運用モードの拡充を図る形で進められてきた。
APQ-120では、同社の従来のレーダーと比して、電子回路の半導体化によって重量・容積や性能・信頼性の面で大きな進歩を遂げている。一方、F-4Eでは機首に航空機関砲を固定装備したこともあって、アンテナはわずかに小型化されており、従来は直径32 in (81 cm)であったのに対して、APQ-120では27.5 in (70 cm)×24.5 in (62 cm)大となった。ただし性能面での影響はないものとされている。また、後に同社がパルスドップラー処理を導入して海軍のF-4J向けに開発したAN/AWG-10が成功すると、そのコンピュータをAPQ-120にも導入して、目標捕捉能力の向上が図られた。
使用するレンジは5・10・25・50・100・200マイルであり、特に5-50マイルのレンジでは自動追尾を設定可能で、AIレンジと称され、前席スコープの右上のランプが点灯してパイロットに通知する。一方、対空捜索には100ないし200マイル（160ないし320 km）のレンジが用いられるが、この際にはペンシルビームの円錐走査によって6.7°幅の偏心走査ビームが形成され、これを水平方向に120°振ってセクター走査が行われる。また偏心走査ビームの走査面を2段にして（2-bar scan）、水平方向の走査範囲は120°のままで、縦方向の走査範囲を10.45°に拡張することもできる。一方、ペンシルビームを手動で操作して走査を行うこともできる。
FCSのモードとしては、空対空レーダーやボアサイト、マップB、ビーコン、対地、マップ（PPI）、TVモードなどがある。特にTVモードに関するユーザインタフェースは順次に改良されており、シリアルナンバー71-236までの機体は直視形蓄積管（DVST）を用いたAPQ-120(V)を搭載していたのに対し、71-237号機以降の機体はAN/AXS-1目標発見用電子光学システム (TISEO) を装備したことに伴い、マルチセンサー表示方式を導入してレーダー表示管上にTV表示できるようにしたAPQ-120E(V)が搭載された。そして74-643号機以降の機体はデジタル・スキャン・コンバーター・グループ（DSCG）方式としたAPQ-120F(V)が搭載された。